# Cal Sorribes (Súria)
Cal Sorribes és una masia de Súria (Bages) protegida com a Bé Cultural d'Interès Local.

## Descripció
Conjunt d'edificis situat al peu de Sant Salvador del Quer, formant part del conjunt de la Vallseca. Edificació de planta quadrangular a la que s'adossen dues construccions d'interès. Al sud, una construcció presenta una galeria amb tres arcs de mig punt i al nord, una construcció de planta circular. Els paraments són de maçoneria irregular. El seu aspecte exterior parla de diferents fases constructives, de les quals sembla que les arcades no formen part de l'estructura més antiga del conjunt. L'edificació principal presenta tres pisos amb la teulada a doble vessant. Ha sofert reformes, sobretot en les construccions auxiliars, que mostren una composició de materials sobris i de factura moderna.

## Història
Figura al cens de 1860, amb dues edificacions d'una i dues plantes. Al de 1868 com a propietat de Salvador Sorribes.